# Fontaine-lavoir de Collonges
La fontaine-lavoir de Collonges est une fontaine située à Saint-Sorlin-en-Bugey, en France.

## Localisation
La fontaine est située dans le département français de l'Ain, sur la commune de Saint-Sorlin-en-Bugey.

## Historique
L'édifice est inscrit au titre des monuments historiques en 1973.